# Otto Šimánek

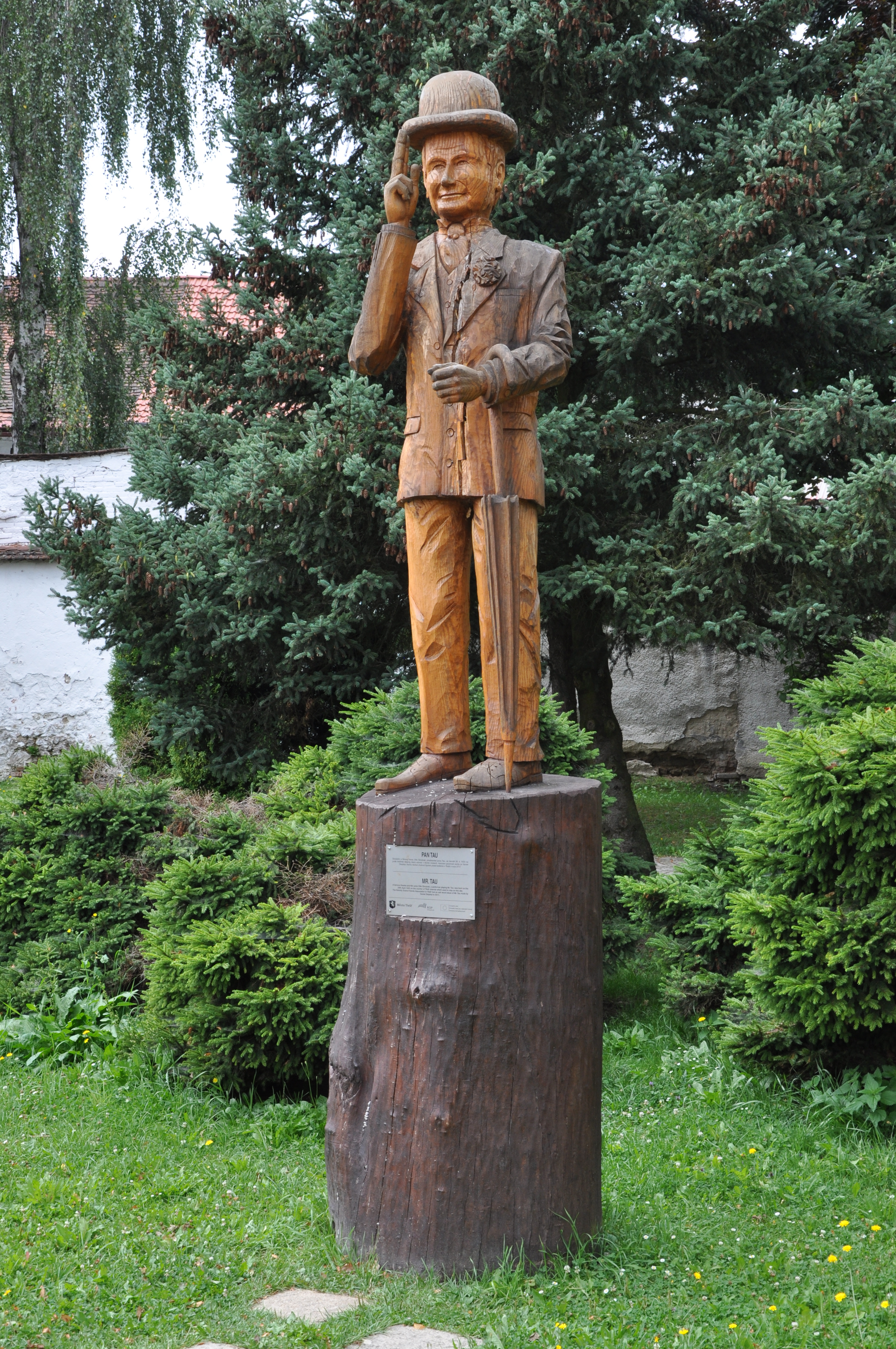
Skulptur av karaktären Pan Tau i Otto Šimáneks hemstad.

Otto Šimánek, född 28 april 1925 i Třešť i Tjeckoslovakien, död 8 maj 1992 i Prag i Tjeckoslovakien, var en tjeckisk skådespelare och pantomimartist. Han var främst känd för sin roll som den stumme problemlösaren Pan Tau i filmer och TV-serier för barn. Simánek medverkade även i över 100 andra filmer och TV-produktioner under åren 1949–1991.

## Filmografi, urval
- 1962 – Baron Prášil
- 1969 – Světáci
- 1970 – Pan Tau (TV-serie)
- 1971 – Pane, vy jste vdova!
- 1980 – Arabela (TV-serie)
- 1983 – Návštěvníci (TV-serie)